# اورتا چیماغیل (بایبورد)
اورتا چیماغیل (به ترکی استانبولی: Ortaçımağıl) یک منطقهٔ مسکونی در ترکیه است که در بایبورد واقع شده‌است. اورتا چیماغیل ۱۴۶ نفر جمعیت دارد.